# Albert Delstanche
Albert Delstanche (* 8. Mai 1870 in Brüssel; † 6. Juli 1941 ebenda) war ein belgischer Maler, Grafiker und Illustrator.

## Leben
Delstanche wuchs als eines von sechs Kindern des Arztes Charles Delstanche (1840–1900) und seiner Ehefrau Marie-Hélène Caroline Mélanie, geborene Madou (1845–1882), einer Tochter des Malers Jean-Baptiste Madou, in Brüssel auf. Im Alter von 17 Jahren ging er 1886 für ein Schuljahr nach Düsseldorf, wo er in der Elementarklasse der Königlich Preußischen Kunstakademie unter Heinrich Lauenstein sehr gute Noten erhielt. Außerdem besuchte er die Académie des Beaux-Arts seiner Vaterstadt. Dort war er Schüler von Alexandre Robert (1817–1890) und Joseph Stallaert (1825–1903). An der Freien Universität Brüssel studierte er Rechtswissenschaft und promovierte im Jahr 1891 zum Doktor der Rechte. 1894 begann er in Brüssel als freischaffender Künstler zu arbeiten. Im Folgejahr heiratete er Madeleine Vanderborcht. 1904 erhielt er eine Anstellung im Grafischen Kabinett der Königlichen Bibliothek Belgiens. 1907 druckte er seine ersten Radierungen. 1908 unternahm er eine Studienreise nach Italien. Um 1910 gab er den Posten an der Bibliothek auf. Während des Ersten Weltkriegs lebte er in London, wo er für Émile Verhaerens Buch The Little Towns of Flanders, das 1915 erschien, die Illustrationen schuf. 1929 ließ er sich in Ohain, Provinz Brabant, nieder. 1940 wurde er als korrespondierendes Mitglied in die Abteilung Grafik der Klasse Beaux-Arts der Académie Royale de Belgique aufgenommen.